# Bicoxidens grandis
Bicoxidens grandis är en mångfotingart som beskrevs av Lawrence 1965. Bicoxidens grandis ingår i släktet Bicoxidens och familjen Spirostreptidae. Inga underarter finns listade i Catalogue of Life.